# Mount Kubor
Mount Kubor är ett berg i Papua Nya Guinea och är Oceaniens sjunde högsta med sina 4 359 meter.